# بني المهاب (كحلان الشرف)

تعديل مصدري - تعديل

بني المهاب هي إحدى قرى عزلة افصر بمديرية كحلان الشرف التابعة لمحافظة حجة، بلغ تعداد سكانها 1060 نسمة حسب تعداد اليمن لعام 2004.